# Железногорский район
Железного́рский райо́н — административно-территориальная единица (район) и муниципальное образование (муниципальный район) в Курской области России.
Административный центр — город Железногорск (в состав района не входит).

## География
Район расположен на северо-западе Курской области в лесостепной зоне. Граничит на западе с Дмитриевским, на юге с Конышевским, на востоке с Фатежским районами Курской области, на севере с Орловской областью. Площадь — 991 км² (19-е место среди районов).
Основные реки — Свапа, Усожа, Чернь.
Водоём — Михайловское водохранилище на реке Свапа.
Через район проходят ж/д линия Орёл — Льгов и автодорога А142.

## История
Территория современного Железногорского района с конца XVIII века до 1920-х годов была поделена между Дмитровским уездом Орловской губернии (северная половина района), Дмитриевским (юго-запад) и Фатежским (юго-восток) уездами Курской губернии. В 1928 году на базе бывшей Михайловской волости Дмитриевского уезда Курской губернии был образован Михайловский район с центром в слободе Михайловка в составе Льговского округа Центрально-Чернозёмной области.
В соответствии с указом Президиума Верховного Совета «Об укрупнении сельских районов и изменении подчинённости районов и городов Курской области» от 1 февраля 1963 года Михайловский район был ликвидирован и вошёл в состав Дмитриевского района. В 1964 году часть территории района отходила в Фатежский район.

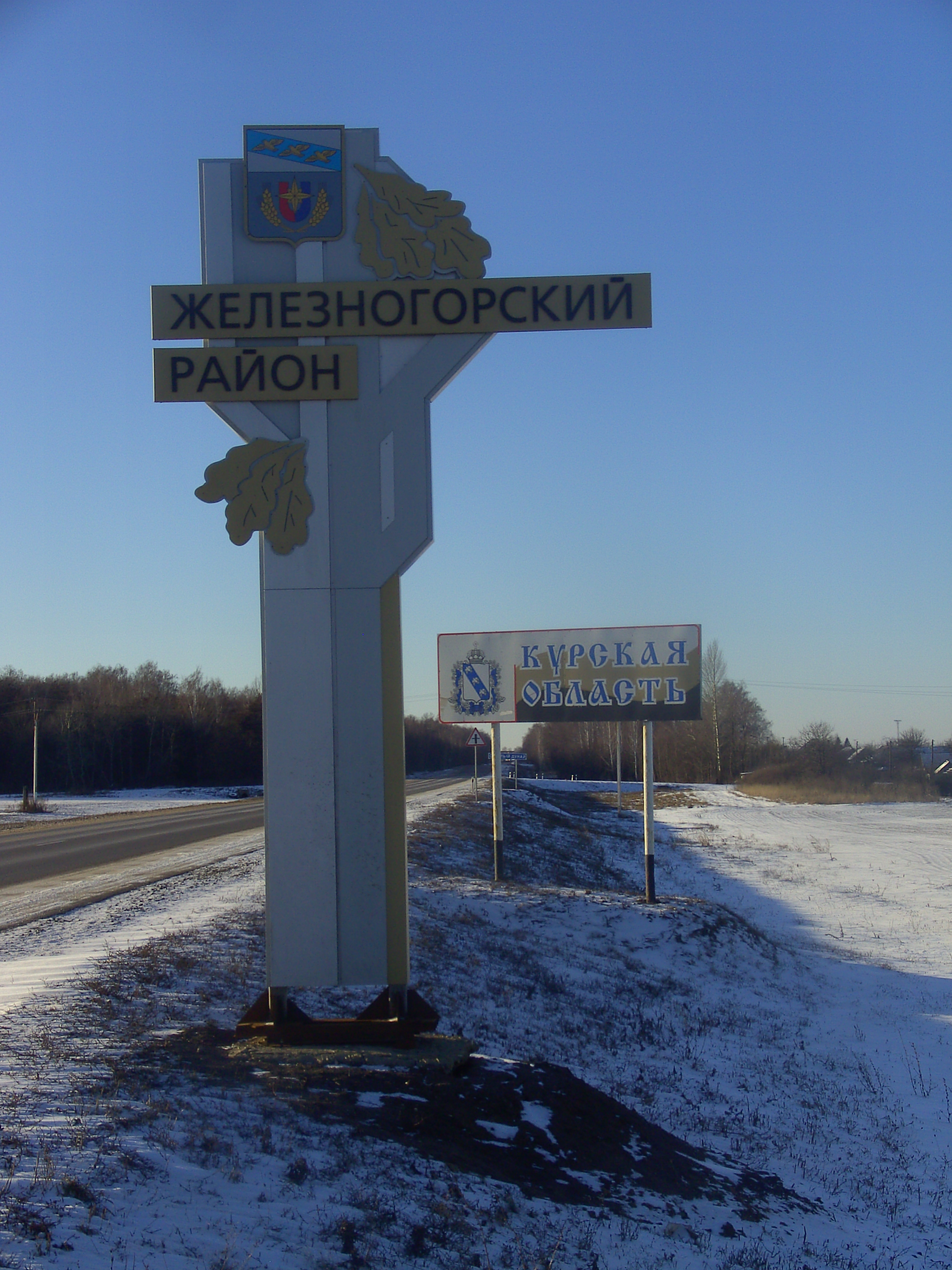

Указом Президиума Верховного Совета РСФСР от 12 января 1965 года был образован Железногорский район с центром в городе Железногорске. В состав района вошло 13 сельсоветов: Андросовский, Большебобровский, Гремяченский, Курбакинский, Расторогский, Рышковский, Разветьевский, Волковский, Погорельцевский, Михайловский, Старобузский, Трояновский, Остаповский.
В июне 1965 года в состав района включен из Фатежского района Курской области Троицкий сельсовет. В 1984 году в него вошли населённые пункты ликвидированного Старобузского сельсовета. В середине 1973 года в связи с отводом земель под Михайловский ГОК были ликвидированы два сельсовета: Курбакинский и Гремяченский, а жители их населённых пунктов переселены в город Железногорск.
В январе 1985 года образован Магнитный поселковый совет с центром — поселок Магнитный, восстановлен Веретенинский сельсовет.
В 1986 году Большебобровский сельсовет был разделён на Городновский и Копёнский сельсоветы. В том же году из Трояновского сельсовета был выделен Студенокский сельсовет.
В 1989 году Погорельцевский сельсовет был разделён на Кармановский и Снецкой сельсоветы. В том же году из Андросовского сельсовета был выделен Новоандросовский сельсовет.
В декабре 1991 года в Железногорский район из Фатежского района были переданы 3 сельсовета: Басовский, Линецкий и Нижнеждановский.

## Население
| 2002    | 2007    | 2009    | 2010    | 2011    | 2012    | 2013    | 2014    | 2015    |
| ------- | ------- | ------- | ------- | ------- | ------- | ------- | ------- | ------- |
| 18 192  | ↘16 757 | ↘16 605 | ↘16 289 | ↘16 213 | ↗16 377 | ↗16 553 | ↗16 650 | ↘16 274 |
| 2016    | 2017    | 2018    | 2019    | 2020    | 2021    |         |         |         |
| ↘16 126 | ↘15 890 | ↘15 564 | ↘15 211 | ↘14 867 | ↗15 478 |         |         |         |

### Урбанизация
Городское население (рабочий посёлок Магнитный) составляет 9,79 % от всего населения района.

### Национальный состав
По итогам переписи населения 2020 года проживали следующие национальности (национальности менее 0,1 % и другое, см. в сноске к строке «Другие»):
| Национальность | Численность, чел. | Доля     |
| -------------- | ----------------- | -------- |
| Русские        | 13 763            | 88,92 %  |
| Украинцы       | 70                | 0,45 %   |
| Киргизы        | 52                | 0,34 %   |
| Армяне         | 36                | 0,23 %   |
| Узбеки         | 21                | 0,14 %   |
| Грузины        | 17                | 0,11 %   |
| Другие         | 1519              | 9,81 %   |
| Итого          | 15 478            | 100,00 % |

## Административное деление
Железногорский район как административно-территориальная единица включает 18 сельсоветов и 1 рабочий посёлок.
В рамках организации местного самоуправления в муниципальный район входят 13 муниципальных образований, в том числе 1 городское и 12 сельских поселений:
| №        | Муниципальное образование  | Административный центр    | Количество населённых пунктов | Население (чел.) | Площадь (км²) |
| -------- | -------------------------- | ------------------------- | ----------------------------- | ---------------- | ------------- |
| 1e-06    | Городские поселения:       |                           |                               |                  |               |
| 1        | посёлок Магнитный          | рабочий посёлок Магнитный | 1                             | ↘1516            | 3,33          |
| 1.000002 | Сельские поселения:        |                           |                               |                  |               |
| 2        | Андросовский сельсовет     | село Андросово            | 6                             | ↘209             | 60,40         |
| 3        | Веретенинский сельсовет    | село Веретенино           | 7                             | ↗999             | 42,80         |
| 4        | Волковский сельсовет       | село Волково              | 13                            | ↗406             | 57,09         |
| 5        | Городновский сельсовет     | деревня Городное          | 3                             | ↘588             | 64,03         |
| 6        | Кармановский сельсовет     | село Карманово            | 6                             | ↗1028            | 90,10         |
| 7        | Линецкий сельсовет         | село Линец                | 9                             | ↗991             | 59,52         |
| 8        | Михайловский сельсовет     | слобода Михайловка        | 6                             | ↗3383            | 48,40         |
| 9        | Новоандросовский сельсовет | посёлок Новоандросово     | 3                             | ↗1057            | 5,94          |
| 10       | Разветьевский сельсовет    | село Разветье             | 19                            | ↘1563            | 126,45        |
| 11       | Рышковский сельсовет       | село Рышково              | 6                             | ↘1055            | 119,70        |
| 12       | Студенокский сельсовет     | деревня Студенок          | 2                             | ↗2171            | 29,24         |
| 13       | Троицкий сельсовет         | село Троицкое             | 4                             | ↘512             | 85,68         |

В ходе муниципальной реформы 2006 года в составе новообразованного муниципального района законом Курской области от 21 октября 2004 года были созданы 19 муниципальных образований, в том числе: 1 городское поселение (в рамках рабочего посёлка) и 18 сельских поселений (в границах сельсоветов).
Законом Курской области от 26 апреля 2010 года было упразднено сельское поселение Расторогский сельсовет (включено в Разветьевский сельсовет). Законом Курской области от 26 октября 2017 года был упразднён ряд сельских поселений: Копёнский сельсовет (включён в Городновский), Снецкой сельсовет (включён в Кармановский), Нижнеждановский сельсовет (включён в Линецкий), Басовский сельсовет (включён в Рышковский), Трояновский сельсовет (включён в Студенокский). Соответствующие сельсоветы как административно-территориальные единицы упразднены не были.

## Населённые пункты
В Железногорском районе 112 населённых пунктов, в том числе один городской (рабочий посёлок) и 111 сельских населённых пунктов.
| №   | Населённый пункт | Тип             | Население | Муниципальное образование  |
| --- | ---------------- | --------------- | --------- | -------------------------- |
| 1   | Ажово            | село            | ↘76       | Разветьевский сельсовет    |
| 2   | Азаровский       | посёлок         | ↗20       | Волковский сельсовет       |
| 3   | Александровка    | деревня         | ↘17       | Кармановский сельсовет     |
| 4   | Алексеевский     | посёлок         | ↘18       | Рышковский сельсовет       |
| 5   | Андросово        | село            | ↘79       | Андросовский сельсовет     |
| 6   | Басово           | деревня         | ↗73       | Басовский сельсовет        |
| 7   | Басово-Заречье   | деревня         | ↗167      | Басовский сельсовет        |
| 8   | Благовещенский   | посёлок         | ↘8        | Волковский сельсовет       |
| 9   | Богатырёвский    | посёлок         | ↘9        | Копёнский сельсовет        |
| 10  | Большебоброво    | село            | ↘65       | Копёнский сельсовет        |
| 11  | Большой Остров   | посёлок         | →9        | Разветьевский сельсовет    |
| 12  | Веретенино       | село            | ↘371      | Веретенинский сельсовет    |
| 13  | Верхнее Жданово  | деревня         | ↗193      | Нижнеждановский сельсовет  |
| 14  | Весёлый          | хутор           | ↘56       | Линецкий сельсовет         |
| 15  | Волково          | село            | ↘170      | Волковский сельсовет       |
| 16  | Воропаево        | деревня         | ↗100      | Кармановский сельсовет     |
| 17  | Гавриловский     | посёлок         | ↘8        | Трояновский сельсовет      |
| 18  | Георгиевский     | посёлок         | ↘8        | Волковский сельсовет       |
| 19  | Гнань            | село            | ↘45       | Веретенинский сельсовет    |
| 20  | Гнездилово       | деревня         | ↘113      | Троицкий сельсовет         |
| 21  | Горняцкий        | посёлок         | ↗369      | Веретенинский сельсовет    |
| 22  | Городное         | деревня         | ↘304      | Городновский сельсовет     |
| 23  | Громашовка       | деревня         | ↘136      | Рышковский сельсовет       |
| 24  | Громова Дубрава  | посёлок         | ↘6        | Волковский сельсовет       |
| 25  | Долгая Щека      | посёлок         | ↘58       | Веретенинский сельсовет    |
| 26  | Жидеевка         | село            | ↘55       | Рышковский сельсовет       |
| 27  | Жилино           | деревня         | ↘14       | Басовский сельсовет        |
| 28  | Журавинка        | деревня         | ↘32       | Линецкий сельсовет         |
| 29  | Заречье          | хутор           | ↗26       | Нижнеждановский сельсовет  |
| 30  | Зелёный          | посёлок         | ↘56       | Михайловский сельсовет     |
| 31  | Злобино          | село            | ↘111      | Кармановский сельсовет     |
| 32  | Золотой          | посёлок         | ↘16       | Веретенинский сельсовет    |
| 33  | Зорино           | деревня         | ↘13       | Андросовский сельсовет     |
| 34  | Ивановский       | посёлок         | ↘0        | Волковский сельсовет       |
| 35  | Ильинский        | посёлок         | ↗12       | Волковский сельсовет       |
| 36  | Калиновка        | деревня         | ↘7        | Нижнеждановский сельсовет  |
| 37  | Каменец          | посёлок         | ↗72       | Михайловский сельсовет     |
| 38  | Карманово        | село            | ↘537      | Кармановский сельсовет     |
| 39  | Клишино          | деревня         | ↘318      | Разветьевский сельсовет    |
| 40  | Клюшниково       | деревня         | ↗30       | Нижнеждановский сельсовет  |
| 41  | Козюлькина       | деревня         | ↘14       | Басовский сельсовет        |
| 42  | Колесникова      | деревня         | ↘22       | Басовский сельсовет        |
| 43  | Комаровка        | деревня         | ↗25       | Басовский сельсовет        |
| 44  | Копёнки          | деревня         | ↘375      | Копёнский сельсовет        |
| 45  | Коровино         | деревня         | →23       | Городновский сельсовет     |
| 46  | Красный          | посёлок         | ↘0        | Разветьевский сельсовет    |
| 47  | Кривые Выселки   | посёлок         | ↘19       | Троицкий сельсовет         |
| 48  | Круглый          | посёлок         | ↘6        | Разветьевский сельсовет    |
| 49  | Лев-Толстовский  | посёлок         | ↘17       | Новоандросовский сельсовет |
| 50  | Ленина           | хутор           | ↘15       | Нижнеждановский сельсовет  |
| 51  | Ленинский        | посёлок         | ↗47       | Михайловский сельсовет     |
| 52  | Линец            | село            | ↗399      | Линецкий сельсовет         |
| 53  | Лубошево         | село            | ↘61       | Разветьевский сельсовет    |
| 54  | Магнитный        | рабочий посёлок | ↘1516     | посёлок Магнитный          |
| 55  | Макарово         | село            | ↗2        | Андросовский сельсовет     |
| 56  | Мартовский       | посёлок         | ↘134      | Новоандросовский сельсовет |
| 57  | Меркурий         | посёлок         |           | Веретенинский сельсовет    |
| 58  | Михайловка       | слобода         | ↗3043     | Михайловский сельсовет     |
| 59  | Михайловский     | посёлок         | →0        | Разветьевский сельсовет    |
| 60  | Мицень           | посёлок станции | ↗32       | Кармановский сельсовет     |
| 61  | Мокрыж           | деревня         | ↘105      | Снецкой сельсовет          |
| 62  | Нижнее Жданово   | деревня         | ↘51       | Нижнеждановский сельсовет  |
| 63  | Никольский       | посёлок         | ↘1        | Волковский сельсовет       |
| 64  | Новая Жизнь      | посёлок         | ↘14       | Волковский сельсовет       |
| 65  | Новоандросово    | посёлок         | ↗906      | Новоандросовский сельсовет |
| 66  | Новониколаевский | посёлок         | ↗18       | Разветьевский сельсовет    |
| 67  | Новый Бузец      | село            | ↘50       | Рышковский сельсовет       |
| 68  | Овсянниково      | деревня         | ↘34       | Нижнеждановский сельсовет  |
| 69  | Озерки           | посёлок         | ↘15       | Волковский сельсовет       |
| 70  | Ольховка         | посёлок         | ↘8        | Трояновский сельсовет      |
| 71  | Ольшанец         | хутор           | ↘17       | Нижнеждановский сельсовет  |
| 72  | Осинки           | посёлок         | ↗5        | Разветьевский сельсовет    |
| 73  | Основное         | хутор           | ↘3        | Линецкий сельсовет         |
| 74  | Остапово         | деревня         | ↘99       | Андросовский сельсовет     |
| 75  | Пасерково        | деревня         | ↘241      | Волковский сельсовет       |
| 76  | Первомайский     | посёлок         | ↘11       | Разветьевский сельсовет    |
| 77  | Пески            | хутор           | ↘2        | Михайловский сельсовет     |
| 78  | Погарище         | деревня         | ↘18       | Студенокский сельсовет     |
| 79  | Погорельцево     | село            | ↘72       | Кармановский сельсовет     |
| 80  | Понизовка        | деревня         | ↘12       | Линецкий сельсовет         |
| 81  | Пролетарский     | посёлок         | ↘21       | Разветьевский сельсовет    |
| 82  | Протасово        | деревня         | ↘8        | Басовский сельсовет        |
| 83  | Разветье         | село            | ↗439      | Разветьевский сельсовет    |
| 84  | Расторог         | село            | ↘77       | Разветьевский сельсовет    |
| 85  | Ратманово        | деревня         | ↗87       | Михайловский сельсовет     |
| 86  | Роговинка        | деревня         | ↘100      | Линецкий сельсовет         |
| 87  | Рынок            | посёлок         | ↗9        | Веретенинский сельсовет    |
| 88  | Рышково          | село            | ↗334      | Рышковский сельсовет       |
| 89  | Рясник           | деревня         | ↘9        | Волковский сельсовет       |
| 90  | Сафрошинский     | посёлок         | ↘18       | Городновский сельсовет     |
| 91  | Сбородное        | посёлок         | ↘23       | Разветьевский сельсовет    |
| 92  | Светловка        | посёлок         | →0        | Разветьевский сельсовет    |
| 93  | Светлый Дунай    | посёлок         | ↘26       | Волковский сельсовет       |
| 94  | Снецкое          | деревня         | ↘147      | Снецкой сельсовет          |
| 95  | Солдаты          | деревня         | ↘28       | Андросовский сельсовет     |
| 96  | Сотникова        | хутор           | →2        | Линецкий сельсовет         |
| 97  | Старый Бузец     | деревня         | ↘212      | Троицкий сельсовет         |
| 98  | Сторж            | посёлок         | ↘17       | Веретенинский сельсовет    |
| 99  | Студенок         | деревня         | ↘2019     | Студенокский сельсовет     |
| 100 | Сухарева         | деревня         | ↘18       | Басовский сельсовет        |
| 101 | Тепличный        | посёлок         | ↘753      | Разветьевский сельсовет    |
| 102 | Толстовка        | деревня         | ↘0        | Линецкий сельсовет         |
| 103 | Троицкое         | село            | ↘261      | Троицкий сельсовет         |
| 104 | Трояново         | село            | ↘189      | Трояновский сельсовет      |
| 105 | Трубицыно        | деревня         | ↘40       | Линецкий сельсовет         |
| 106 | Уголёк           | посёлок         | ↗22       | Разветьевский сельсовет    |
| 107 | Уютный           | посёлок         | →0        | Разветьевский сельсовет    |
| 108 | Фоминка          | деревня         | ↗111      | Рышковский сельсовет       |
| 109 | Хлынино          | деревня         | ↘60       | Андросовский сельсовет     |
| 110 | Шатохино         | село            | ↘54       | Басовский сельсовет        |
| 111 | Щека             | посёлок         | →14       | Разветьевский сельсовет    |
| 112 | Ясная Поляна     | хутор           | ↘51       | Басовский сельсовет        |

## Экономика
- ЗАО «ЗАРЯ»
- ООО «Дружба»
- ООО "Агрофирма «Горняк»
- ООО «Агропромкомплектация-Курск»

## Достопримечательности
- Карьер Михайловского горно-обогатительного комбината — рудник колоссальных размеров, в котором добывают железную руду. В карьере работают карьерные самосвалы БелАЗ и шагающие экскаваторы. Пребывание посторонних в карьере запрещено, но имеется специальная смотровая площадка.
- Цветные озера у села Остапово. Озера образовались в отвалах Михайловского карьера, вода окрашивается в разные цвета оксидами железа и другими соединениями, содержащимися в отвалах.
- Каменная усадьба И. П. Анненкова в селе Карманово. Построена во второй половине XIX века. В настоящее время в здании располагается Кармановское лесничество.
- Мемориальный комплекс «Большой дуб» — музей заповедник, «Курская Хатынь». Во время Великой Отечественной войны, 17 октября 1942 жители посёлка (44 человека — женщины, дети и старики) были расстреляны, а затем их трупы и все дома посёлка были сожжены.
- Артезианский источник между слободой Михайловка и деревней Гнань — источник с чистой водой, бъющий из под земли на опушке в урочище «Гнань», памятник природы регионального значения.
- Жидеевская дача — памятник природы на берегу реки Свапа у села Жидеевка. Отличается интересным составом северных растений, сфагновыми болотами с реликтовой растительностью ледникового периода (белоусники, вереск, иногда клюква). Участок сосновых культур с неморальными и бореальными видами растений.
- Михайловское водохранилище на реке Свапа — искусственный водоём, созданный людьми.

## Церкви
- Храм Николая Чудотворца (сл. Михайловка)
- Храм Казанской иконы Божией Матери (с. Андросово)
- Храм Великомученицы Параскевы Пятницы (с. Погорельцево)
- Храм Архистратига Михаила (п. Магнитный)
- Храм в честь иконы Божией Матери «Неупиваемая Чаша» (п. Студенок)
- Храм Покрова Пресвятой Богородицы (с. Жидеевка)
- Храм Преполовения Пятидесятницы (с. Линец)
- Покровский храм (с. Разветье)
- часовня в честь Архистратига Михаила (с. Клишино)
- часовня (Мемориальный комплекс «Большой Дуб»)
- строящаяся церковь иконы Божьей Матери «Споручница грешных» (п. Хуторской, СМП)